# Fürst von Viana

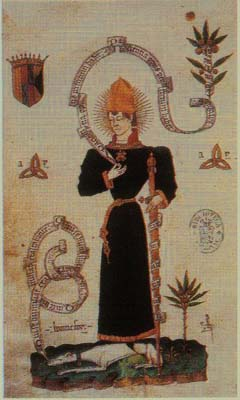
Karl, Fürst von Viana
(* 1421; † 1461)

Fürst von Viana (spanisch Príncipe de Viana, frz. Prince de Viane) war der Titel, den der Erbe des Königreichs Navarra trug. Er wurde von König Karl III. für seinen Sohn Karl (* 1397; † 1402) geschaffen. Der Schritt war eine Reaktion auf den in Westeuropa spürbaren Trend, dem Thronerben einen festen Titel mit dem dazugehörenden Einkommen zu verschaffen. Beispiele dafür sind: der Prince of Wales, der Dauphin, der Prinz von Asturien und Girona (wobei mittlerweile diese beiden gemeinsam mit dem Titel Viana dem spanischen Kronprinzen zustehen).

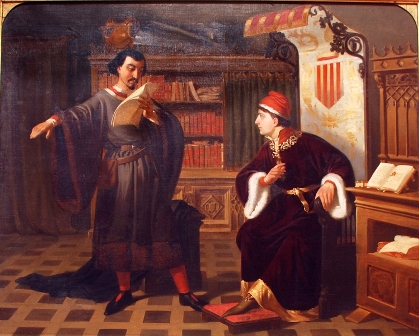
Agustí Rigalt Cortiella, Ausiàs March und Fürst von Viana, 1852.

Ein Dokument vom 20. Januar 1423 beschreibt das Fürstentum Viana wie folgt: Viana, Laguardia, San Vicente, Bernedo, Aguilar, Uxenevilla, Lapoblación, San Pedro, Cabredo, das Tal von Campezo sowie die Burgen Marañón, Toro, Ferrera und Buradón.
Nach der Eroberung Navarras durch Ferdinand den Katholischen zu Beginn des 16. Jahrhunderts wurde der Titel Príncipe de Viana mit der Krone vereinigt. Die heutige Titelträgerin ist Leonor von Spanien, die spanische Thronfolgerin. Darüber hinaus wurde gelegentlich der französische Thronfolger, der Dauphin, als Prince de Viana bezeichnet in Anlehnung an den Titel des Königs als König von Frankreich und Navarra.
Die bekanntesten Fürsten von Viana sind naturgemäß diejenigen, die nicht König von Navarra wurden:
- Karl von Navarra (1397–1402) und Ludwig von Navarra (1402–1402), Fürsten von Viana, Söhne und Erben Karls III. (Haus Frankreich-Évreux)
- Karl von Viana (1421–1461), Fürst von Viana, Sohn und Erbe von Blanka von Navarra und Johann II. von Aragón.
- Gaston de Foix (1444–1470), Fürst von Viana, Sohn und Erbe von Eleonore von Navarra und Gaston IV. von Foix (Haus Grailly)

## Nachwirkungen
Nach dem Fürsten sind die seit 1990 jährlich verliehenen internationalen Preise der Provinz Navarra benannt.